# Andre Brown
Andre Devon Brown  es un exjugador de baloncesto estadounidense, profesional durante once temporadas. Mide 2,06 metros y pesa 111 kilos, y su posición en el campo era la de alero.

## Trayectoria deportiva

### Universidad
La trayectoria universitaria de Brown transcurrió en la Universidad de DePaul en Chicago, entre el año 2000 y 2003. Allí promedió 10,7 puntos por partido, con un porcentaje de tiro del 50,3%.

### Profesional
No consiguió entrar en el Draft de la NBA de 2004, por lo que optó por aceptar una oferta del equipo Daegu Orions, de la liga coreana, donde permaneció dos temporadas. Estuvo en el campus de verano de los Atlanta Hawks en 2006, pero finalmente fue cortado. Sí que entró en el draft de la NBA Development League, siendo elegido por los Sioux Falls Skyforce, donde en la temporada 2006-2007 disputó 8 partidos, con unos excelentes números de 24 puntos y 10,9 rebotes, lo que hizo que los Seattle Supersonics se fijaran en él, fichándolo una vez comenzada la temporada de la NBA. Apenas juega 7 minutos por partido, promediando 2,3 puntos. En julio de 2007 firmó con Memphis Grizzlies.
Tras un breve paso por Charlotte Bobcats fichó por el Bandırma Banvit de Turquía. 

## Estadísticas

### Temporada regular
| Año     | Equipo  | PJ | PT | MPP | %TC  | %3P  | %TL  | RPP | APP | ROB | TPP | PPP |
| ------- | ------- | -- | -- | --- | ---- | ---- | ---- | --- | --- | --- | --- | --- |
| 2006–07 | Seattle | 38 | 0  | 7.1 | .568 | .000 | .600 | 1.9 | .1  | .2  | .1  | 2.4 |
| 2007–08 | Memphis | 33 | 1  | 8.7 | .500 | .000 | .449 | 2.8 | .2  | .2  | .1  | 3.0 |
| Career  |         | 71 | 1  | 7.8 | .533 | .000 | .484 | 2.3 | .1  | .2  | .1  | 2.7 |